# Kreuz über Mexiko – Erlebnisse und Taten des Miguel Torquemada
Kreuz über Mexiko – Erlebnisse und Taten des Miguel Torquemada ist ein im Mexiko des Jahres 1926 spielender Abenteuerroman als Parabel auf das Dritte Reich von Alfons Kirchgässner, einem katholischen Priester. Er handelt von der Verfolgung der katholischen Kirche im Cristero-Bürgerkrieg von 1926 bis 1929.
Der Autor geriet 1935 wegen regimekritischer Artikel in der Frankfurter Katholischen Kirchenzeitung in das Visier der Gestapo. Im November 1938 wurde er zum ersten und 1941 ein weiteres Mal verhaftet. Um diese Erlebnisse zu verarbeiten, begann er 1942 mit dem Schreiben des Romans, den er während der NS-Diktatur nach seinen Predigten kapitelweise an die Gläubigen seiner Pfarrei verteilte.
Im Nachkriegsdeutschland passierte der Roman wegen seines politischen Gehalts die Zensur der französischen und wegen der Schilderung der Kirchenverfolgung in Mexiko unter der Präsidentschaft Calles die Zensur der amerikanischen Besatzungsbehörden, wegen möglicher Gefährdung der bilateralen Beziehungen der USA zu Mexiko zunächst nicht.
Der Roman erschien 1949 im Verlag Herder, erreichte 1966 die 13. Auflage und gehörte, nicht zuletzt wegen seines didaktischen Anspruchs, zu den erfolgreichsten Jugendbüchern der 1950er und frühen 1960er Jahre.

## Handlung
Inmitten der Unruhen und Kämpfe, die im Mexiko des Jahres 1926 mit der Verfolgung der katholischen Kirche einsetzen, steht Miguel, ein mexikanischer Junge. Er gehört zu einer katholischen Jugendgruppe, geht aber auch in die Versammlungen der neuen staatlichen Jugendorganisation. Doch er kann sich nicht mit deren kirchenfeindlichen Gedankengut anfreunden und verweigert die feierlichen Treuegelöbnisse, die für ihn nur leere Worte sind. 
Miguel nimmt den Kampf gegen alle auf, die Christus und seine Kirche ausrotten wollen. Auf abenteuerlichste Weise befreit er einen gefangenen Priester und verhilft ihm zur Flucht. Er muss selbst fliehen und wird von seinen Verfolgern durch das ganze Land gehetzt. Überall ist er der tapfere Helfer der vom Regime unterdrückten  Kirchentreuen. Wo es gilt, geheime Botschaften zu überbringen, Gefängnisse zu erstürmen, ein Schiff vor dem Untergang zu retten, Kirchen zu verteidigen und Gefangenen zur Flucht zu verhelfen: Da ist Miguel dabei. 
Verfolgung, Gefängnis, Schläge, Hitze, Hunger und Durst hat Miguel zu leiden. Aber keine Not und Todesgefahr können ihn beirren. Er ist  nicht nur in den verwegenen Abenteuern der tapfere Streiter für die Sache Christi, sondern auch für seine jüngeren Kameraden ein begeisterter Lehrer des Glaubens.

## Nachwort
Lieber Junge!

(Oder bist du ein Mädchen? – Oder müsste ich schon Sie sagen?)

Als ich mich damals (im Jahre 1942) Woche für Woche an die Schreibmaschine setzte, um etwas für die nächste Pfarrstunde zu schreiben, träumte ich mir nicht, dass das einmal gedruckt werden sollte (noch dazu bei einem so berühmten Verlag!). Die Jungen damals waren nicht anders als ihr heute. Sie spielten und lachten gern, hörten gern spannende Geschichten – aber das sollte ihnen alles nur in der „Staatsjugend“ erlaubt sein. In der kirchlichen Jugend durfte nur „rein religiös“ gearbeitet werden (kannst du dir darunter was  Gescheites vorstellen?). So Zeiten waren das. Ja, und ein Buch zu finden, das religiös war und doch auch spannend und lustig, das war nicht leicht. Und nachdem ich nichts mehr finden konnte, machte ich mich eben daran, selber was zu schreiben. Viel Selbsterlebtes steckt darin, manches Gehörte und auch manches Gelesene (besonders aus mexikanischen Reisebüchern – klar, denn stellt euch nur vor, ich hätte mitten im Krieg erklärt: „Ich will mal schnell nach Mexiko verreisen“).

Die Kinder nun, die nicht auf den Kopf gefallen waren, die merkten ganz gut, dass die Geschichte fast ganz genauso wie damals in Deutschland hätte spielen können, und dass sie eigentlich gar nicht auf Mexiko gemünzt war. Kannst du dir vorstellen, dass ich das Buch in einem Versteck aufbewahrte? Es hätte ja ein Gestapo-Mann zufällig einmal so schlau sein können, auch zu merken, wie es gemeint war.

Eine Abschrift der Erzählung wanderte übrigens auch durch einige Frankfurter Pfarreien und da hörte sie in der Pfarrstunde auch ein Junge, den die Gestapo später einmal ein paar Tage ins Gefängnis steckte. Als er wieder heraus war, sagte er zu seinem Kaplan: „Sie, als die mich verhörten, da musste ich immer wieder an den Miguel denken.“ Er soll sich dabei übrigens ganz gut angestellt haben.

Nun wünsche ich dir zwar nicht, dass du so etwas mitmachen musst wie Miguel. Aber wer weiß? Die Erde dreht sich bekanntlich. Solltest du wirklich einmal in solche Lagen kommen, dann fällt dir vielleicht auch der Miguel ein. Ein treuer Kerl war er immerhin, das steht fest.

Was übrigens aus ihm geworden ist? Du liebe Zeit, er ist ja heute schon 36 Jahre alt! Da will ich mich mal erkundigen. Und wenn ich Zeit dazu finde, setze ich mich wieder an die Schreibmaschine und berichte.

Einen frohen Gruß dir von deinem

A.K. (1949)